# Alopoglossus harrisi
Alopoglossus harrisi — вид ящірок родини Alopoglossidae. Мешкає в Колумбії і Еквадорі. Описаний у 2020 році.

## Поширення і екологія
Alopoglossus harrisi мешкають на південному заході Колумбії (на південь від Вальє-дель-Кауки) та на заході Еквадору. Вони живуть у вологих рівнинних тропічних лісах.